# Anguispira picta
Anguispira picta är en snäckart som först beskrevs av G. H. Clapp 1920.  Anguispira picta ingår i släktet Anguispira och familjen Discidae. IUCN kategoriserar arten globalt som otillräckligt studerad. Inga underarter finns listade i Catalogue of Life.